# إدارة تشولوتيكا
إدارة تشولوتيكا (بالإنجليزية: Choluteca Department)‏ هي إدارة في هندوراس، بلغ عدد سكانها 437٬618 نسمة، في 2013، عاصمتها تشولوتيكا، تبلغ مساحتها 4٬360 كيلومتر مربع.